# Carduelis
Carduelis é um gênero de aves passeriformes da família Fringillidae. O grupo inclui aves de pequeno porte, que se alimentam de sementes moles, como os pintassilgos, pintarroxos e verdilhões.

## Espécies
Atualmente, o género inclui três espécies:
- Pintassilgo-português (Carduelis carduelis)
  -     - Pintassilgo-dos-himalaias (Carduelis carduelis caniceps)
- Pintassilgo-citril (Carduelis citrinella)
- Pintassilgo-de-corsican (Carduelis corsicana)

Além disso, as espécies seguintes são por vezes incluídas neste género:
- Grupo dos Carduelis Centro e Sul Americanos
- Pintassilgo-de-cabeça-preta (Carduelis magellanica ou Spinus magellanicus)
- Pintassilgo-do-nordeste (Carduelis yarrellii ou Spinus yarrellii)
- Pintassilgo-de-barriga-amarela (Carduelis xanthogastra ou Spinus xanthogastrus)
- Pintassilgo-da-venezuela (Carduelis cucullata ou Spinus cucullatus)
- Pintassilgo-negro (Carduelis atrata ou Spinus atratus)
- Pintassilgo-de-gravata (Carduelis barbata ou Spinus barbatus)
- Pintassilgo-de-uropígio-amarelo (Carduelis uropygialis ou Spinus uropygialis)
- Pintassilgo-de-bico-grosso (Carduelis crassirostris ou Spinus crassirostris)
- Pintassilgo-do-equador (Carduelis siemiradzkii ou Spinus siemiradzkii)
- Pintassilgo-verde (Carduelis olivacea ou Spinus olivaceus)
- Pintassilgo-dos-andes (Carduelis spinescens ou Spinus spinescens)
- Lugre (Carduelis spinus ou Spinus spinus)
- Pintassilgo-de-peito-negro (Carduelis notata ou Spinus notatus)
- Pintassilgo-de-chapéu-preto (Carduelis atriceps ou Spinus atriceps)
- Pintassilgo-das-antilhas (Carduelis dominicensis ou Spinus dominicensis)
- Grupo dos Carduelis Norte Americanos
- Pintassilgo-capa-preta (Carduelis psaltria ou Spinus psaltria)
- Pintassilgo-americano (Carduelis tristis ou Spinus tristis)
- Pintassilgo-lawrence (Carduelis lawrencei ou Spinus lawrencei)
- Pintassilgo-pinheiro (Carduelis pinus ou Spinus pinus)
- Grupo dos Acanthis
- Pintarroxo-de-queixo-preto (Carduelis flammea ou Acanthis flammea)
- Pintarroxo-de-hornemann (Carduelis hornemanni ou Acanthis hornemanni)
- Pintarroxo-de-bico-amarelo (Carduelis flavirostris ou Linaria flavirostris)
- Grupo dos pintarroxos
- Pintarroxo-comum (Carduelis cannabina ou Linaria cannabina)
- Pintarroxo-de-warsangli (Carduelis johannis ou Linaria johannis)
- Pintarroxo-do-yemen (Carduelis yemenensis ou Linaria yemenensis)
- Grupo dos Chloris
- Verdilhão (Carduelis chloris ou Chloris chloris)
- Verdilhão-oriental (Carduelis sinica ou Chloris sinica)
- Verdilhão-de-cabeça-preta (Carduelis ambigua ou Chloris ambigua)
- Verdilhão-do-vietnã (Carduelis monguilloti ou Chloris monguilloti)
- Verdilhão-de-peito-amarelo (Carduelis spinoides ou Chloris spinoides)
- Verdilhão-do-deserto (Carduelis obsoleta ou Rhodospiza obsoleta)